# 欧维杜尔
欧维杜尔是巴西戈亚斯州的一个市镇。总面积413.786平方公里，总人口4691人，人口密度11.3人/平方公里。